# Pryžok na zare
Pryžok na zare (Прыжок на заре) è un film del 1961 diretto da Ivan Vladimirovič Lukinskij.